# Raio Piiroja
Raio Piiroja (Pärnu, 11 de julho de 1979) é um ex-futebolista estoniano.
Teve destaque no JK Pärnu (atual Tervis Pärnu), atuando também por Flora, Warrior Valga e Vålerenga.

## Seleção
Piiroja estreou na Seleção Estoniana em 1999, com apenas 19 anos, em partida contra as Ilhas Faroe, válida pelas Eliminatórias para a Eurocopa de 2000.
Até 2010, foram 99 jogos e oito gols marcados, tendo assumido a braçadeira de capitão após a aposentadoria de Martin Reim, em 2009.